# Paulino Gómez
Pour les articles homonymes, voir Gómez.
Paulino Gómez Sáiz est un homme politique espagnol, né le 11 mars 1889 à Miranda de Ebro et mort le 7 février 1977, à Bogota.  Membre du Parti socialiste ouvrier espagnol (PSOE), il est directeur général de la Sécurité quelques jours en avril 1938, puis Ministre de l'Intérieur pendant la Guerre d'Espagne. 